# Harlem Shuffle
Singles de Bob & Earl
My Woman
(1964)
Harlem Shuffle est une chanson de R&B écrite et enregistrée à l'origine par le duo Bob & Earl en 1963. Elle est également connue pour sa reprise par les Rolling Stones sur l'album Dirty Work en 1986 qui rencontre un important succès à sa sortie.

## Version de Bob & Earl
Le single original, arrangé par Gene Page, s'est classé à la 44e place au classement américain (et 36e au Cashbox). Cependant le disque a eu un plus grand succès en Grande-Bretagne à sa sortie en 1969 où le titre s’est classé 10e sous le label Marc Records, une sous-division de Titan Records.
Barry White a déclaré dans une interview de 1995 avec le Boston Herald que, bien qu'il ait beaucoup travaillé avec Gene Page, il n'est aucunement impliqué dans la production de Harlem Shuffle, contrairement à certaines affirmations,.
En 2003, la version originale de Bob & Earl est classée 23e par les critiques du Daily Telegraph au titre des 50 meilleurs duos au monde. La chanson est présente sur la bande originale du film Baby Driver (2017) d'Edgar Wright.

### Classements
| Chart (1963–64)              | Peak position |
| ---------------------------- | ------------- |
| US Billboard Hot 100         | 44            |
| US Billboard Hot R&B Singles | 44            |
| US Cash Box Top 100          | 36            |

| Chart (1969)                           | Peak position |
| -------------------------------------- | ------------- |
| Belgique (Flandre Ultratop 50 Singles) | 8             |
| Pays-Bas (Nederlandse Top 40)          | 8             |
| Pays-Bas (Single Top 100)              | 7             |
| Royaume-Uni (UK Singles Chart)         | 7             |

## Version des Rolling Stones
Singles de The Rolling Stones
She Was Hot
(1983) One Hit (To the Body)
(1986)
Les Rollings Stones enregistrent une reprise en 1986 avec Bobby Womack comme choriste sur l’album Dirty Work. Leur version sort moins d'un mois avant l'album en single et celui-ci s'avère un excellent succès en se retrouvant dans le haut de classement dans divers pays (n°1 en Nouvelle-Zélande, cinquième aux Etats-Unis et au Canada et "seulement" treizième au Royaume-Uni).
Lors des sessions d'enregistrements, Keith Richards travaillait avec Ronnie Wood et Bobby Womack des chansons et cherchaient des reprises pour compléter l'album, dont Harlem Shuffle, en attendant l'arrivée tardive de Mick Jagger, occupé par la promotion de son premier album solo. Lorsque celui-ci rejoint le groupe, Mick Jagger est enthousiaste de reprendre Harlem Shuffle à la grande surprise de Keith Richards et enregistre rapidement ses parties de chant.

### Parution et réception
C'est la première fois depuis 1965 que le groupe publie une reprise en single (en face A). Il rencontre un important succès et est présent dans diverses compilations rétrospectives du groupe au fil des décennies suivantes.
Le single sort en deux versions : l'une avec la chanson d'origine avec en face B Had It With You extrait du même album, et l'autre comportant deux remix étendus 12'', le "London Mix" (6:19) en face A et le "New York Mix" (6:35) en face B. Le "New York Mix" est par la suite disponible sur la compilation Rarities 1971-2003 en version éditée à 5:48. Les deux remix sont présents en version intégrales dans le coffret Singles 1971-2006 sur le disque 25.

### Vidéo musicale
Les Rolling Stones ont produit un clip vidéo de la chanson de quatre minutes, mélangeant prise de vue réelle et animation. La prise de vue réelle est filmée par le réalisateur d'animation Ralph Bakshi et la partie animation est dirigée par John Kricfalusi. Parmi les autres animateurs qui ont travaillé sur la vidéo figurent Lynne Naylor, Jim Smith, Bob Jaques, Vicky Jenson, Pat Ventura et deux autres animateurs inconnus.

### Personnel
The Rolling Stones
- Mick Jagger : chant, chœurs, harmonica
- Keith Richards : guitare acoustique et électrique, piano, chœurs
- Ronnie Wood : guitare acoustique et électrique, pedal steel, saxophone ténor, chœurs
- Bill Wyman : basse, synthétiseur
- Charlie Watts : batterie

Musiciens additionnel
- Chuck Leavell : clavers[17]
- Ivan Neville : chœurs, basse, orgue, synthétiseur
- Philippe Saisse : claviers
- Anton Fig : shakers
- Dan Collette : trompette
- Ian Stewart : piano
- Marku Ribas : percussion
- Jimmy Cliff, Don Covay, Beverly D'Angelo, Kirsty MacColl, Dolette McDonald, Janice Pendarvis, Patti Scialfa et Tom Waits : chœurs

### Classements
| Chart (1986)                                             | Peak position |
| -------------------------------------------------------- | ------------- |
| Australie (Kent Music Report)                            | 6             |
| Autriche (Ö3 Austria Top 40)                             | 13            |
| Belgique (Flandre Ultratop 50 Singles)                   | 4             |
| Belgique (VRT Top 30 Flanders)                           | 4             |
| Canada (Top Singles)                                     | 5             |
| Europe (European Hot 100 Singles)                        | 3             |
| Finlande (Suomen virallinen lista)                       | 2             |
| France (SNEP)                                            | 28            |
| Irlande (IRMA)                                           | 8             |
| Pays-Bas (Nederlandse Top 40)                            | 5             |
| Pays-Bas (Single Top 100)                                | 5             |
| Nouvelle-Zélande (RMNZ)                                  | 1             |
| Norvège (VG-lista)                                       | 6             |
| Pologne (Polish Singles Chart)                           | 24            |
| Afrique du Sud (Springbok Radio)                         | 30            |
| Espagne (AFYVE)                                          | 7             |
| Suède (Sverigetopplistan)                                | 11            |
| Suisse (Schweizer Hitparade)                             | 10            |
| Royaume-Uni (UK Singles Chart)                           | 13            |
| États-Unis Billboard Hot 100                             | 5             |
| États-Unis Billboard Hot Dance Club Play1                | 4             |
| États-Unis Billboard Hot Dance Music/Maxi-Singles Sales1 | 5             |
| États-Unis Billboard Hot Mainstream Rock Tracks          | 2             |
| Allemagne (Media Control AG)                             | 11            |

| Chart (1986)                         | Position |
| ------------------------------------ | -------- |
| Australie (Kent Music Report)        | 49       |
| Belgique (Ultratop)                  | 75       |
| Canada Top Singles (RPM)             | 48       |
| Europe (European Hot 100 Singles)    | 52       |
| Pays-Bas (Single Top 100)            | 58       |
| Nouvelle-Zélande (Recorded Music NZ) | 18       |

### Certifications
| Pays   | Certification | Ventes   | Date        |
| ------ | ------------- | -------- | ----------- |
| Canada | Or            | 50 000 + | 30 mai 1986 |

## Autres versions
Ce titre a également été interprété par Vigon vers l'automne 1966 et atteint le bas de classements américains (94e au Billboard Hot 100 et 91e au classement Cash Box).
En 1992, l'introduction est reprise par le groupe House of Pain pour en faire l'introduction du titre qui l'a rendu célèbre Jump Around.